# Liste der Fluggesellschaften in Madagaskar
Dies ist eine Liste der Fluggesellschaften in Madagaskar, d. h. aller aktiven und ehemaligen Fluggesellschaften in Madagaskar.

## Aktuelle Fluggesellschaften

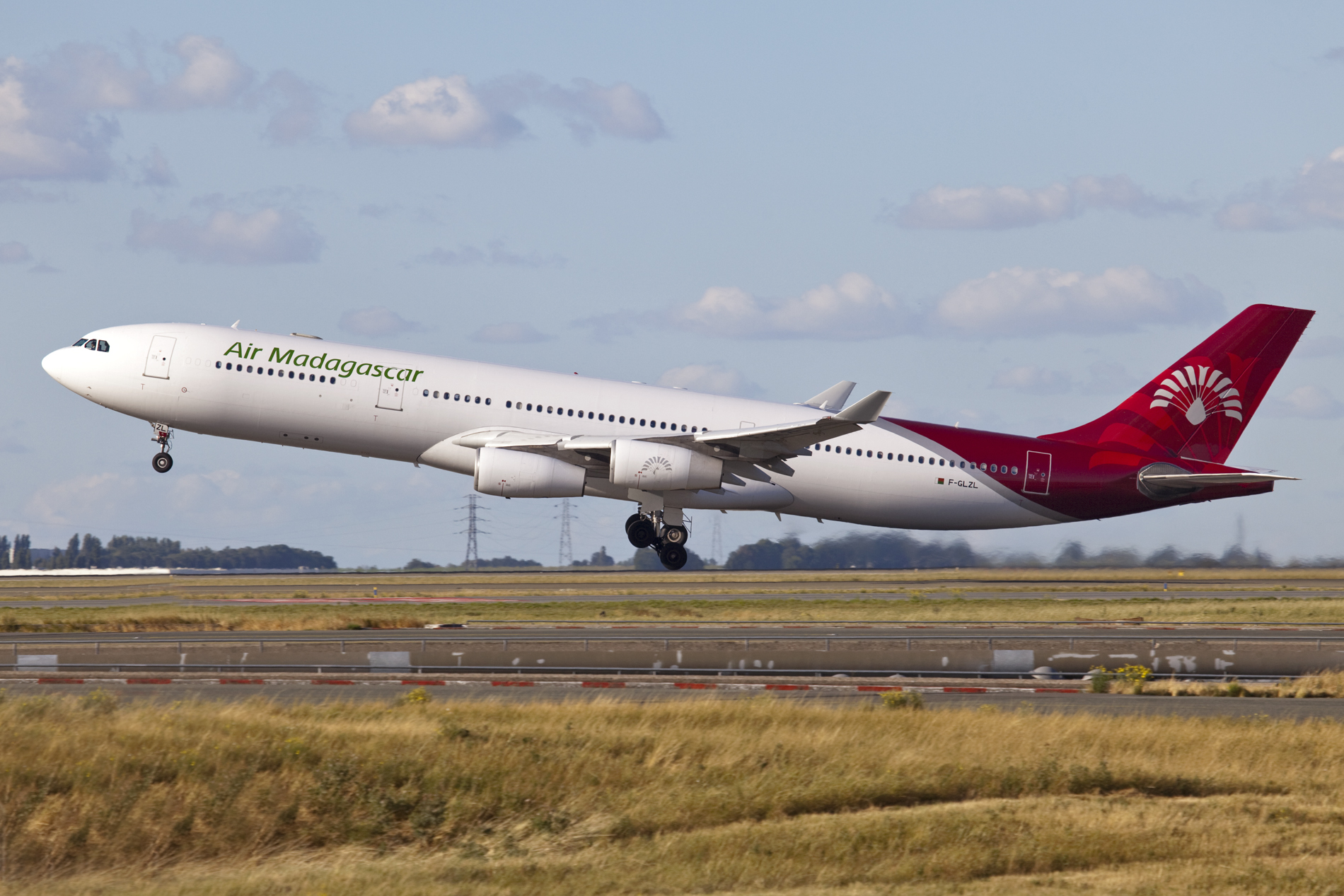
Air Madagascar

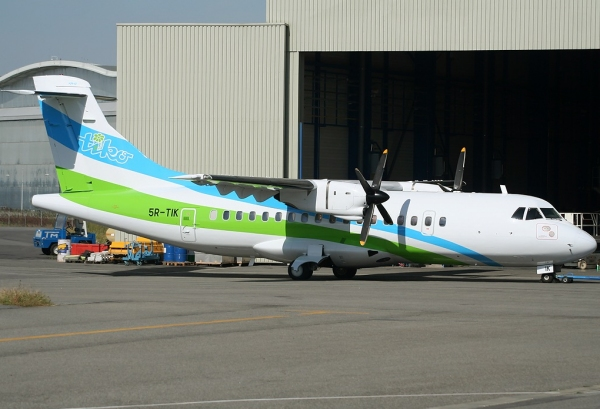
Tiko Air

- Madagascar Airlines (seit 2023) (zuvor Air Madagascar 1962–2023)
- Civair Madagascar (seit 2018)
- Madagasikara Airways (seit 2015)
- Tiko Air (seit 2001)

## Ehemalige Fluggesellschaften
- Aeromarine (2003–2008)
- Air Hotel (2003)
- HFF Travel Airways (2003)

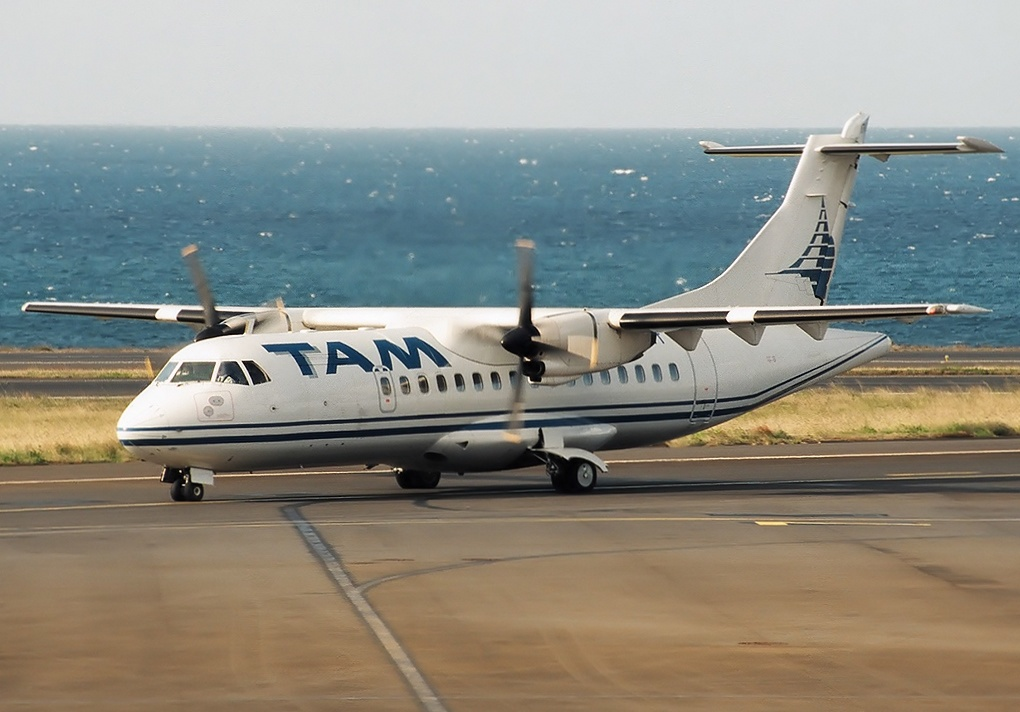
TAM

- Madagascar Flying Services (MFS; 2002–2006)
- Malagasy Airlines (2004–2006)
- Régie Malgache (1934–1937)
- Rockair (2003)
- Service de l’Aeronautique Civile (SAC; 1937–?)
- Services et Transports Aeriens (STA; 2003)
- Sonavan (2003)
- Sun & Sea (2003)
- Transportes et Travaux de Madagascar (1994–2003)
- Transports et Travaux Aériens de Madagascar (TAM; 1994–2003)